# Emili Briansó Planes
Emili Briansó Planes fou un metge i polític nascut a Reus el 12 de juliol de 1863. Llicenciat en medicina a Barcelona el 1884, va ser metge forense a Reus, i metge de malalts mentals a ca l'Agulla o casa del Desfrarat, un lloc d'acolliment psiquiàtric al carrer de Sardà de Reus, on després hi van haver els jutjats. Cap destacat de la militància republicana fou membre del Partit Possibilista. Va ser un dels impulsors de la creació de l'Institut Pere Mata, el manicomi de Reus i en va ser el seu director des del 1897 fins a la seva mort. El seu nom apareix a la novel·la "Don Pablo y los conjurados" (1892), publicada a la revista satírica i humorística reusenca La Bomba, un setmanari conservador que atacava els sectors catalanistes de la ciutat. Del 1910 al 1912 va ser alcalde de Reus i durant el seu mandat va millorar les instal·lacions de l'Hospital de sant Joan i de la Casa de la Caritat. Com a primera autoritat municipal, conjuntament amb Pere Coromines i Jaume Simó, presidí el Primer Congrés d'Ateneus i entitats culturals de Catalunya, celebrat a Reus el 31 de gener de l'any 1911. Va ser elegit diputat provincial pel districte de Reus i formà part de la Diputació de Tarragona entre 1917 i 1922 i va ser delegat territorial de Tarragona de la Mancomunitat de Catalunya. La ciutat de Reus va donar el seu nom al passeig que popularment s'anomena de la Boca de la Mina i el nomenà fill il·lustre. A l'Institut Pere Mata hi té un monument dedicat construït el 1927. Col·laborà a la revista reusenca La Medicina contemporánea i a la Revista frenopática española. Va morir a Reus el 4 de març de 1922 La ciutat de Reus el va nomenar fill il·lustre.